# Simrothiellidae
De Simrothiellidae is een familie van wormmollusken uit de orde Cavibelonia.

## Geslachten
- Adoryherpia Gil-Mansilla, García-Álvarez & Urgorri, 2009
- Aploradoherpia Salvini-Plawen, 2004
- Birasoherpia Salvini-Plawen, 1978
- Biserramenia Salvini-Plawen, 1967
- Cyclomenia Nierstrasz, 1902
- Diptyaloherpia Salvini-Plawen, 2008
- Helicoradomenia Scheltema & Kuzirian, 1991
- Kruppomenia Nierstrasz, 1903
- Plawenia Scheltema & Schander, 2000
- Sensilloherpia Salvini-Plawen, 2008
- Simrothiella Pilsbry, 1898
- Spiomenia Arnofsky, 2000